# Ken Carson
Kenyatta Lee-Bettis Frazier Jr. (narozen 11. dubna 2000), známý jako Ken Carson, je americký rapper a hudební producent z Atlanty v Georgii. Carson na sebe zpočátku upozornil svými nahrávkami na SoundCloudu a spoluprací s rapperem z Atlanty Playboiem Cartim. V roce 2019 Carson podepsal smlouvu s jeho nahrávací společností Opium, která je imprintem Interscope Records, a vydal své debutové studiové album Project X (2021).  
Jeho druhé album, X (2022), se navzdory nepříznivému přijetí kritikou dostalo do žebříčku Billboard 200. Jeho třetí studiové album, A Great Chaos (2023), se umístilo na 11. místě žebříčku a zaznamenalo příklon kritiky; jeho deluxe vydání přineslo první vstup do Billboard Hot 100 se singlem „Overseas.
Carson je spojován se jmény Destroy Lonely a Homixide Gang z labelu Opium.

## Kariéra

### 2015–2019: Začátky
Carson se prvně přidal k 808 Mafia v roce 2015 jako rapper poté, co se seznámil s producentem TM88, a už v roce 2017 začal vydávat hudbu na SoundCloudu. Poté, co si získal popularitu na undergroundové rapové scéně, ho objevil atlantský rapper Playboi Carti a v roce 2019 podepsal smlouvu s jeho labelem Opium. Carson byl také prvním, kdo byl podepsán na Opium z Destroy Lonely, a Homixide Gang.

### 2020–2022:Teen X,Project XaX
Po podpisu smlouvy s Opium v roce 2019 vydal Carson v následujícím roce dvě Extended playe - Boy Barbie a Teen X.
Na začátku roku 2021 vydal své třetí EP Teen X: Relapsed, ještě téhož roku vydal své debutové studiové album Project X. V únoru 2022 se objevil jako host ve skladbě "Gëek high" z alba 2 Alive amerického rappera Yeata. Své druhé studiové album X vydal 8. července 2022. V žebříčku Billboard 200 se umístilo na 115. místě.
V říjnu 2022 vydal společně s atlantský rapperem SoFaygo, singl "Hell Yeah" pro SoFaygovo debutové studiové album Pink Heartz s doprovodným videoklipem. Dne 31. října 2022 vydal Ken Carson deluxe verzi svého alba X s názvem Xtended spolu s videoklipem na YouTube ke skladbě "MDMA", na které hostuje Destroy Lonely.

### 2023–současnost:A Great Chaos
Carson vydal 14. února 2023 singl "I Need U". 5. května 2023 se Carson objevil na debutovém studiovém albu Destroy Lonely If Looks Could Kill v písni "Money & Sex". V červnu 2023 Carson produkoval píseň "x2" ze třetího studiového alba Lil Uzi Vert, Pink Tape. Dne 6. října 2023 Carson na Twitteru zveřejnil odkaz na předběžné uložení svého třetího studiového alba A Great Chaos, v němž uvedl, že projekt vyjde 13. října a bude obsahovat tracklist s 18 skladbami; o tři dny později celé album uniklo na internet poté, co bylo několik skladeb sdíleno na serveru Discord. Dne 12. října se v tanečním klubu Silo v Brooklynu konala party u příležitosti vydání alba. Carson vystoupil se skladbami "Fighting My Demons", "Lose It", "Hardcore", "Singapore" a "Paranoid" společně se svým kolegou z labelu Opium, Destroy Lonely, a poté si přivedl kolegu a zakladatele zmíněného labelu, Playboi Cartiho, aby předvedl skladby z rapperova posledního alba, "Stop Breathing" z alba Whole Lotta Red (2020) a "Fe!n" ze čtvrtého studiového alba Travise Scotta Utopia (2023).
11. dubna 2024 Carson vydal nový single s názvem "overseas", který debutoval na 79. místě v hot 100. Carson tímto singlem a příspěvky na sociálních sítí teasuje deluxe verzi alba A Great Chaos. Také byla oznámena Great Chaos tour, při které Carson zavítá už potřetí do Prahy.  Deluxe alba vyšel 5. července 2024 a obsahoval 7 nových písní. Na Halloween 2024 vydal Carson single s názvem "Delusional" a postupně teasuje jeho nadcházející album které by mělo vyjít začátkem roku 2025.

## Hudební styl
Carsonův hudební styl je popisován jako "[s] elektronickou produkcí, která je energické povahy" a "soustředěný tok". Je přirovnáván ke svému mentorovi Playboi Cartimu, zejména k jeho albu Whole Lotta Red z roku 2020, a také k Lil Uzi Vertovi pro jeho flow a mentalitu.

## Diskografie

### Studiová alba
- Project X (2021)
- X (2022)
- A Great Chaos (2023)
- More Chaos (2025)
- The Experiment (2025)

### EP
- Boy Barbie (2020)
- Teen X (2020)
- Lost Files (2020)
- Teen X: Relapsed (2021)

### Mixtapes
- Lost Files 2 (2021)
- Lost Files 3 (2022)
- Lost Files 4 (2023)

## Turné

### Headliner
- The X Man Tour (2022)
- Chaos Tour (2024)

#### Spoluvystupující
- Antagonist Tour[27] – (s Playboi Carti, Destroy Lonely a Homixide Gang) (Zrušeno)